# Échenilleur choucari
Coracina papuensis
Espèce
Statut de conservation UICN

 LC  : Préoccupation mineure
L'Échenilleur choucari (Coracina papuensis) est une espèce d'oiseaux de la famille des Campephagidae.

## Répartition
On le trouve en Australie, Nouvelle-Guinée et aux îles Salomon.

## Habitat
Il habite les forêts humides tropicales et subtropicales et les mangroves.

## Galerie

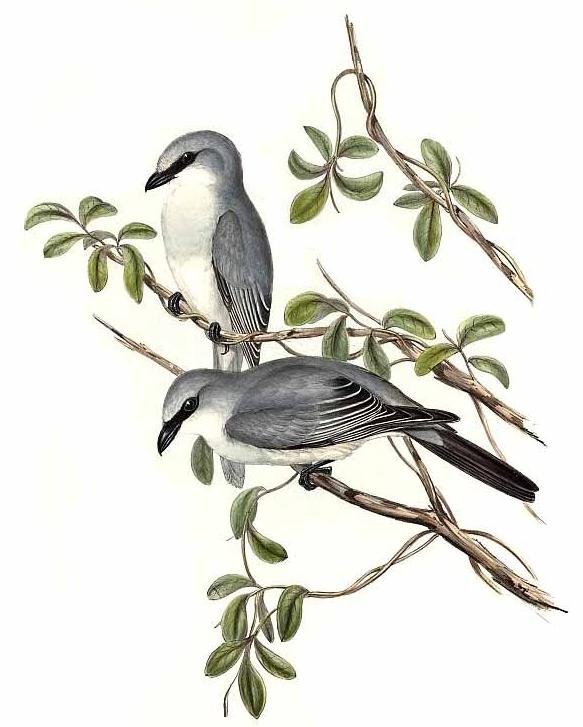